# 剣と楓
『剣と楓』（けんとかえで）は、鬼束ちひろの6枚目のオリジナルアルバム。

## 解説
- オリジナルアルバムとしては、前作『DOROTHY』より1年半振りとなる。
- 鬼束による初のオールセルフプロデュース作品。
- 日本とロスアンジェルスでレコーディングを行った。サウンド・プロデューサー陣に、坂本昌之、エリック・ゴーフィン、John John Festivalを起用。

## 収録曲
- 全作詞・作曲：鬼束ちひろ(特記以外)

1. 青い鳥(4:19)
編曲：エリック・ゴーフィン
18thシングル
2. 夢かも知れない(4:54)
編曲：坂本昌之
3. EVER AFTER(5:03)
編曲：坂本昌之
4. IRIS(3:55)
編曲：エリック・ゴーフィン
5. 僕を忘れないで(3:08)
編曲：坂本昌之
6. An Fhideag Airgid(4:32)
作詞・作曲：鬼束ちひろ・トラディショナル/編曲：FUELS
7. SUNNY ROSE(2:10)
編曲：John John Festival
8. NEW AGE STRANGER(5:28)
編曲：エリック・ゴーフィン
18thシングル「青い鳥」のカップリング
シングルに収録されたものとはアレンジが異なる。
9. CANDY GIRL(4:44)
編曲：坂本昌之
10. 罪の向こう 銀の幕(4:27)
編曲：坂本昌之
11. WANNA BE A HAPPY WARRIOR(4:11)
編曲：エリック・ゴーフィン
12. 琥珀の雪(6:19)
編曲：坂本昌之